# Ковалёв, Пётр Илларионович
Пётр Илларионович Ковалёв (15 февраля 1915, Донецкая область — 1999) — помощник командира взвода пешей разведки 110-го гвардейского стрелкового полка гвардии старшина — на момент представления к награждению орденом Славы 1-й степени.

## Биография
Родился 15 февраля 1915 года в селе Ново-Ивановка, Амвросиевского района Донецкой области,. Окончил 4 класса. В 1927 году переехал в город Ровеньки Луганской области, работал на кирпичном заводе. С 1937 года жил в городе Рыбинск Ярославской области. Окончив курсы, работал механиком участка в Верхне-Волжском речном пароходстве.
В конце 1941 года был призван в Красную Армию Кинешемским райвоенкоматом Ивановской области. Боевое крещение принял в составе 12-й особой бригады морской пехоты Северного флота, участвовал в обороне города Мурманска. С декабря 1942 года воевал на Юго-Западном, Белорусском, 1-м и 2-м Белорусском фронтах, в составе взвода пешей разведки 110-го гвардейского стрелкового полка 38-йя гвардейской стрелковой дивизии. В апреле 1943 года за участие в захвате языка и блокировании вражеского дзота получил первую боевую награду — медаль «За отвагу».
22 августа 1944 года в районе близ населенного пункта Рощеп гвардии старшина Ковалёв проник в тыл врага и в схватке уничтожил свыше 10 солдат. Когда кончились боеприпасы, захватил пулемет и вел из него огонь по врагу.
Приказом командира 38-й гвардейской стрелковой дивизии от 5 сентября 1944 года гвардии старшина Ковалёв Пётр Илларионович награждён орденом Славы 3-й степени.
27 октября 1944 года под покровом ночи гвардии старшина Ковалёв с группой разведчиков скрытно вышел на левый берег реки Западный Буг к переднему краю обороны противника у населенного пункта Коморница. Гвардейцы в стремительной атаке овладели высотой, захватили 2 пулемета и взяли «языка». Отразив контратаку врага, удерживали высоту до подхода стрелковой роты. Командиром полка был представлен к награждению орденом Отечественной войны 2-й степени, командиром дивизии статус награды был изменен.
Приказом по войскам 70-й армии от 9 декабря 1944 года гвардии старшина Ковалёв Пётр Илларионович награждён орденом Славы 2-й степени.
14 января 1945 года в бою за расширение плацдарма гвардии старшина Ковалёв ворвался с отделением в траншею противника, в рукопашной схватке уничтожил несколько вражеских солдат, захватил ценные документы. Был ранен, но продолжал выполнять боевую задачу. Был представлен к награждению орденом Красного Знамени, статус награды командиром дивизии был изменен.
Указом Президиума Верховного Совета СССР от 24 марта 1945 года за образцовое выполнение боевых заданий командования на фронте борьбы с немецкими захватчиками и проявленные при этом доблесть и мужество гвардии старшина Ковалёв Пётр Илларионович награждён орденом Славы 1-й степени. Стал полным кавалером ордена Славы.
Гвардии старшина Ковалёв, уже командуя разведвзводом, не раз отличился на завершающем этапе войны, в ходе Берлинской операции. Так 5 мая, преследуя отступающего противника, взвод разведчиков уничтожил более 150 вражеских солдат и захватил в плен более 1000 человек, так же несколько автомашин и 40 повозок в военными грузами. Командиром полка был представлен к присвоению звания Героя Советского Союза, статус награды был понижен решением Военного совета 2-го Белорусского фронта до ордена Красного Знамени.
В октябре 1945 года гвардии младший лейтенант Ковалёв уволен в запас. Вернулся на родину. Работал механиком, гл. механиком, начальником цеха на щебеночных заводах Луганской и Ростовской областей.  С 1950 года работал на х. Богураев Белокалитвенского района Ростовской области. С 1979 жил в г. Донецке Ростовской области. Работал в Управлении жилищно-коммунального хозяйства Донецкого горисполкома.
В 1985 году удостоен звания «Почетный гражданин города Донецка».
Скончался в 1999 году.
Награждён орденами Красного Знамени, Отечественной войны 1-й степени, Красной Звезды, медалями, в том числе медалью «За отвагу».